# Fuka Koshiba
Fuka Koshiba (小芝風花 Koshiba Fūka?,  Sakai, Prefectura de Osaka, Japón, 16 de abril de 1997) es una actriz japonesa de cine y televisión. Es conocida por su rol como Kiki en Nicky, la aprendiz de bruja (2014) y por protagonizar la cuarta entrega de la saga The Ring titulada Sadako DX (2022).

## Carrera
En noviembre de 2011, Koshiba ganó el premio Grand Prix en la Ion & Oscar Promotion Girl Audition de 2011. Este evento se realizó con el fin de encontrar en las niñas los papeles de carácter que podrían desempeñarse como hermana menor de la actriz Takei Emi. En 2012, debutó en el drama Iki mo Dekinai Natsu.
En 2014, Koshiba fue elegida por primera vez para interpretar un papel principal en Nicky, la aprendiz de bruja. Fue galardonada con el premio a la Actriz Revelación en los 57.º Blue Ribbon Awards y en los 24.º Japanese Movie Critics Awards por su actuación en esta película.

## Filmografía

### Cine
| Año  | Título                                  | Rol                                        | Director(a)                    |
| ---- | --------------------------------------- | ------------------------------------------ | ------------------------------ |
| 2014 | Nicky, la aprendiz de bruja             | Kiki                                       | Takashi Shimizu                |
| 2015 | Girls Step                              | Aimi Katase                                | Taisuke Kawamura               |
| 2018 | El cascanueces y los cuatro reinos      | Clara Stahlbaum (doblaje de Mackenzie Foy) | Lasse Hallström y Joe Johnston |
| 2022 | Yokai Housemate: Is He Prince Charming? | Mio Meguro                                 | Keisuke Toyoshima              |
| 2022 | Sadako DX                               | Ayaka Ichijō                               | Hisashi Kimura                 |
| 2023 | Lady Kaga                               | Yuka Higuchi                               | Toshirō Saiga                  |

### Televisión
| Año       | Título                                                  | Rol              | Notas                       |
| --------- | ------------------------------------------------------- | ---------------- | --------------------------- |
| 2012      | Iki mo Dekinai Natsu                                    | Mao Tanizaki     |                             |
| 2013      | Skate Kutsu no Yakusoku: Nagoya Joshi Figure Monogatari | Yoko Mizumoto    |                             |
| 2014      | Great Teacher Onizuka                                   | Tsugumi Naruse   |                             |
| 2016      | Here Comes Asa!                                         | Chiyo Shirooka   | Asadora                     |
| 2019      | Tokusatsu GaGaGa                                        | Kano Nakamura    | Rol principal               |
| 2019      | Pallarel Tokyo                                          | Mika Kuraishi    | Rol principal               |
| 2020      | Gourmet Detective Goro Akechi                           | Ichigo Kobayashi |                             |
| 2020-2022 | Youkai Housemate                                        | Mio Meguro       | Rol principal, 2 temporadas |
| 2022      | Medium                                                  | Makoto Chiwasaki | Miniserie                   |
| 2022      | Invert                                                  | Makoto Chiwasaki | Miniserie                   |